# Jan Rajnoch
Jan Rajnoch (* 30. září 1981, Frýdlant, Československo) je bývalý český profesionální fotbalový obránce nebo defenzivní záložník a reprezentant. Na klubové úrovni působil mimo ČR v Německu a Turecku. Po odchodu z profesionální kopané začal hrát od léta 2016 za tým ČFL FK Motorlet Praha

## Klubová kariéra
Jan Rajnoch vyrůstal v Liberci. V roce 1990 se rodina přestěhovala do Prahy.[zdroj?] V Praze začal Rajnoch hrát za Spartu, kde to dotáhl až do B-týmu, ale přes velkou konkurenci se nedokázal prosadit a proto odešel v roce 2001 na hostování do druholigového klubu FK Mladá Boleslav. Po příchodu do Sparty opět putoval na hostování tentokráte do Horních Počernic. Na počátku roku 2003 odešel na přestup do Bohemians Praha, kde se vypracoval v oporu a získal zde také kapitánskou pásku. Po sestupu v týmu na 1. ligu zůstal, ale v zimě neodolal vábení z Moravy, v zimě 2003/04 odchází do 1. FC Synot. Zde se setkává s trenérem Karlem Jarolímem, který ho přeorientoval z defenzivního záložníka na stopera, kde mohl své atributy zvyšovat vedle zkušeného Jana Palinka. V létě odchází, má dvě nabídky: buď druholigový italský US Lecce nebo český FK Mladá Boleslav. Vybral si Mladou Boleslav, kde již dříve působil. Hned po příchodu pomáhá vyřadit favorizovaný Olympique Marseille. Postupem času ze zabudovává do týmu nejdříve jako stoper, ale po odchodu Martina Abraháma do Sparty se přesouvá na post defenzivního záložníka. V sezoně 2007/08 nastřílí 11 gólů a je o něho zájem, především z Itálie. Odmítá. Získává kapitánskou pásku a chce Mladou Boleslav dovést k titulu. V zimě ale neodolal vábení FC Energie Cottbus a odchází do německé Bundesligy na hostování. Zde ale odehraje 10 utkání a vrací se zpátky do Mladé Boleslavi. Po příchodu je o něho zájem především ze Slavie a Sparty, ale on odmítá. Chce zůstat pohromadě v partě okolo Marka Kuliče, Luboše Pecky či kouče Dušana Uhrina ml.
V lednu 2010 odešel do tureckého klubu MKE Ankaragücü, od začátku roku 2012 do července 2013 působil v jiném tureckém klubu Sivassporu. V srpnu 2013 přestoupil do tureckého druholigového klubu Adana Demirspor. Zde vydržel pouze do konce ledna 2014.

### FC Slovan Liberec
Následně se vrátil do České republiky, přestoupil do severočeského klubu FC Slovan Liberec, který sháněl náhradu za chorvatského obránce Renato Keliće, jenž odešel do italské Padovy. V soutěžním zápase debutoval v šestnáctifinále Evropské ligy 2013/14 20. února 2014 proti nizozemskému AZ Alkmaar (porážka 0:1). Alkmaar nakonec liberecké vyřadil. Liberec obsadil v Gambrinus lize pohárovou příčku a následující sezonu se Rajnoch představil v Evropské lize UEFA 2014/15, kde vypadl ve 3. předkole s rumunským týmem FC Astra Giurgiu.
Ve třetím kole Synot ligy 2014/15 10. srpna 2014 proti SK Slavia Praha se dvěma kiksy v obraně podepsal pod porážku 1:4. Poté byl vyřazen z kádru A-týmu a dostal svolení hledat si nové angažmá.

### SK Sigma Olomouc
19. srpna 2014 přestoupil do druholigového celku SK Sigma Olomouc, který spadl z 1. české ligy a nevstoupil přesvědčivě ani do úvodu druhé ligy. Před utkáním proti SFC Opava (nováček 2. ligy) začátkem září vyhlásil Rajnoch před fanoušky Olomouce, že soupeři „tam dají čtyřku (míněno 4 góly) a pojedou domů“. Opavští fotbalisté si toto jeho prohlášení vyvěsili v kabině (zvýšená motivace) a nedovolili Olomouci ani jednou skórovat (remíza 0:0). 

Jako kapitán týmu pomohl klubu k postupu do 1. české ligy, potom však následoval opět sestup. V březnu 2016 byl přesunut do B-týmu, který hrál Fotbalovou národní ligu.
V létě 2016 mu skončila v Olomouci smlouva a hráč z profesionálního fotbalu odešel.

### FK Motorlet Praha
Po odchodu z profesionální kopané začal hrát od léta 2016 za divizní FK Motorlet Praha. Po třech letech se mu s Motorletem podařilo postoupit do nově vytvořené ČFL (3. liga).

## Reprezentační kariéra
V A-mužstvu ČR debutoval 20. srpna 2008 pod trenérem Petrem Radou na stadionu Wembley v přátelském utkání proti domácí Anglii (remíza 2:2). Nastoupil na hřiště v 75. minutě. V letech 2008-2011 odehrál za český národní tým celkem 15 utkání, gól nevstřelil. V roce 2011 se zúčastnil japonského turnaje Kirin Cup.
Zápasy Jana Rajnocha v A-mužstvu české reprezentace
| Rok    | Zápasy | Góly |
| ------ | ------ | ---- |
| 2008   | 2      | 0    |
| 2009   | 2      | 0    |
| 2010   | 6      | 0    |
| 2011   | 5      | 0    |
| Celkem | 15     | 0    |

## Mimo hřiště
Měl menší hereckou roli v internetovém seriálu Vyšehrad z fotbalového prostředí. Je také členem týmu Real TOP Praha, v jehož dresu se zúčastňuje charitativních zápasů a akcí.